# 3763-as busz
A 3763-as jelzésű autóbuszvonal Kazincbarcika és a miskolci Egyetemváros között húzódó regionális vonal, amelyet a MÁV Személyszállítási Zrt. üzemeltet.

## Útvonala
A kazincbarcikai autóbusz-állomásról indul. Útját az Egressy Béni úton kezdi el, majd az Építők útján a kórház irányába tart. Onnan a Jószerencsét úton közlekedik egészen a Sajókazinc területén fekvő temetőjéig, utána az egykori Borsodi Vegyi Kombinát, mai nevén BorsodChem Zrt. nevet viselő vegyipari létesítmény mentén kialakított Szent Flórián téri buszállomáson is megáll. Ezután kifordul a 26-os főútra, majd elhagyja Borsod-Abaúj-Zemplén megye 3. legnagyobb városát.
A régió egyik legnagyobb gyárának helyet adó BorsodChem nagy helyen terül el. A Miskolc–Bánréve–Ózd-vasútvonallal párhuzamosan, a különböző üzemei mentén 3 megállóban – BorsodChem IV. kapu; PVC gyár bejárati út; Bányagépjavító üzem – biztosított a bejutás az ipari parkba. Ily módon éri el első települését, Sajószentpétert. A szintén Sajó parti városnak északnyugati végén indul neki, ezalatt három nagyobb elágazáson megy túl, elsőként az alacskain, majd a parasznyain (melyhez közel a vasútállomásához leágazó bekötőút is), végül az edelényin, ahonnan a 27-es főút ágazik ki. Később délkeleti végén távolodik el innen, a 2023 decemberében átadott elkerülőjéhez – 260-as főút – tartozó körforgalmon keresztül. A továbbiakban a 26-os négysávos szakaszán közlekedik, öt közlekedési csomópont mentén, ezek sorjában a piltatanyai, a sajóbábonyi, a sajókeresztúri, a már évek óta nem üzemelő Borsodi Ércelőkészítő Műi, és a szirmabesenyői elágazások. A 8 kilométer alatt az összes Sajóbábony, Sajóecseg, Szirmabesenyő, Sajókeresztúr és Sajóvámos irányába tartó buszjárattól elválik.
A vonal 21. kilométerén Borsod-Abaúj-Zemplén megye központjára, Miskolcra érkezik. A Belvárosba robog déli irányban, a Szentpéteri kapun keresztül, többek között erre található a megye központi kórháza, a  miskolci húszemeletes, valamint az útból ágazik ki az egykori miskolci repülőtér felé vezető szakasz is, egy bevásárlóközponti csomópontban. Kitérése a miskolci autóbusz-állomáshoz, a Búza térhez is van, ahonnan már csak leszállás céljából lehetséges az utazás a későbbiekben.
Továbbközlekedik a 3-as főúton Mezőkövesd felé, majd a város egyik jelentősebb csomópontjában, a miskolctapolcai elágazásnál le is tér róla, a járat végállomása a miskolci Egyetemvárosában található.
Ellentétes irányban nincs indítása.

## Közlekedése
Indításai munkanapokon történnek, reggelente egyetlen odairányban. Lassújáratként közlekedik, azaz minden megállót érint útja során.
Megalakulása a 2020 júliusában esedékes új térségi menetrendhez köthető, a 3765-ös buszok egyik elágazó autóbuszvonala. Eleinte expresszjáratként közlekedett.

### Törzsjárművei
Kazincbarcika és a miskolci Egyetemváros között csuklós, Credo Econell 18 Next autóbuszok közlekednek.
- az AA JB-317 rendszámú Credo Econell 18 Next,
- az AA JB-325 rendszámú Credo Econell 18 Next autóbuszok.

| Viszonylat                                         | Indításszám | Közlekedési rend |
| -------------------------------------------------- | ----------- | ---------------- |
| Kazincbarcika, aut. áll. ➝ Miskolc, Egyetemi koll. | 1 oda       | munkanapokon     |

## Megállóhelyei
| 0                                           | Kazincbarcika, autóbusz-állomás végállomás          | 0.0 km  | 3, 9 1054 3408, 3756, 3764, 3765, 3766, 3767, 3770, 3772, 3773, 4040, 4041, 4043, 4046, 4047, 4048, 4050, 4052, 4057, 4059, 4060, 4065, 4066, 4069, 4070, 4075, 4080, 4082, 4083, 4084, 4154 |
| 1                                           | Kazincbarcika, Ifjúmunkás tér                       | 0.8 km  | 3 3408, 3756, 3764, 3765, 3770, 3772, 3773, 4040, 4041, 4043, 4044, 4047, 4048, 4050, 4052, 4057, 4059, 4060, 4065, 4066, 4069, 4070, 4075, 4080, 4082, 4083, 4084, 4153 |
| 2                                           | Kazincbarcika, kórház                               | 1.2 km  | 3 1054 3408, 3756, 3764, 3765, 3770, 3772, 3773, 4040, 4041, 4043, 4044, 4047, 4048, 4050, 4052, 4057, 4059, 4060, 4065, 4066, 4069, 4070, 4075, 4080, 4082, 4083, 4084, 4153 |
| 3                                           | Kazincbarcika, városháza                            | 1.6 km  | 3 1369, 1384, 1410, 1411 3756, 3764, 3765, 3770, 3772, 3773, 4040, 4041, 4043, 4044, 4047, 4048, 4050, 4052, 4059, 4063, 4065, 4067, 4069, 4070, 4075, 4080, 4082, 4083, 4084 |
| 4                                           | Kazincbarcika, központi iskola                      | 2.0 km  | 3756, 3764, 3765, 3770, 3772, 3773, 4040, 4041, 4043, 4044, 4047, 4048, 4050, 4052, 4059, 4063, 4065, 4067, 4069, 4070, 4075, 4080, 4082, 4083, 4084 |
| 5                                           | Kazincbarcika, temető                               | 2.7 km  | 3756, 3764, 3765, 3766, 3767, 3770, 3772, 3773, 4040, 4041, 4043, 4044, 4046, 4047, 4048, 4050, 4052, 4059, 4063, 4065, 4066, 4067, 4069, 4070, 4075, 4080, 4082, 4083, 4084 |
| 6                                           | Kazincbarcika, Szent Flórián tér autóbusz-váróterem | 3.6 km  | 1054, 1369, 1384, 1410, 1411 3756, 3764, 3765, 3766, 3767, 3769, 3770, 3772, 3773, 4040, 4041, 4043, 4044, 4045, 4046, 4047, 4048, 4050, 4052, 4058, 4059, 4061, 4062, 4063, 4065, 4066, 4067, 4069, 4070, 4075, 4079, 4080, 4081, 4082, 4083, 4084, 4194 |
| 7                                           | Kazincbarcika, Volán-telep                          | 4.0 km  | 3756, 3764, 3765, 3770, 3773, 4045, 4046, 4047, 4048, 4050, 4052, 4058, 4061, 4062, 4063, 4067, 4070, 4075, 4081, 4082 |
| 8                                           | Kazincbarcika, BorsodChem IV. kapu                  | 5.0 km  | 1369, 1384 3756, 3764, 3765, 3770, 3773, 4045, 4046, 4047, 4048, 4050, 4052, 4058, 4061, 4062, 4063, 4067, 4070, 4075, 4081, 4082 |
| 9                                           | Berente, PVC gyár bejárati út                       | 6.4 km  | 1369, 1384, 1410, 1411 3756, 3764, 3765, 3766, 3767, 3769, 3770, 3773, 4045, 4046, 4047, 4048, 4050, 4052, 4058, 4061, 4062, 4063, 4067, 4070, 4075, 4081, 4082 |
| 10                                          | Berente, Bányagépjavító üzem                        | 7.7 km  | 3756, 3764, 3765, 3770, 3773, 4045, 4046, 4048, 4049, 4050, 4052, 4058, 4061, 4062, 4063, 4067, 4070, 4075, 4082 |
| 11                                          | Sajószentpéter, Szabadságtelep                      | 9.0 km  | 3756, 3761, 3764, 3765, 3770, 3773, 4049, 4050, 4051 |
| 12                                          | Sajószentpéter, parasznyai elágazás                 | 9.5 km  | 1369, 1384, 1410, 1411 3754, 3756, 3761, 3764, 3765, 3766, 3767, 3769, 3770, 3773, 4049, 4050, 4051, 4098 |
| 13                                          | Sajószentpéter, posta                               | 10.1 km | 1384 3754, 3761, 3764, 3765, 3769, 3770, 3773, 4098 |
| 14                                          | Sajószentpéter, edelényi elágazás                   | 10.8 km | 1369, 1384, 1410, 1411 3754, 3761, 3764, 3765, 3766, 3767, 3769, 3770, 3773, 4098 |
| 15                                          | Sajószentpéter, Kossuth utca 32.                    | 11.6 km | 3704, 3707, 3708, 3709, 3711, 3754, 3761, 3764, 3765, 3770, 3773, 3774, 3775, 3793 |
| 16                                          | Piltatanyai elágazás                                | 13.4 km | 3704, 3707, 3708, 3709, 3711, 3754, 3761, 3764, 3765, 3770, 3773, 3774, 3775, 3793 |
| 17                                          | Sajóbábonyi elágazás                                | 15.3 km | 3703, 3704, 3707, 3708, 3709, 3711, 3754, 3757, 3760, 3761, 3764, 3765, 3770, 3772, 3773, 3774, 3775, 3776, 3777, 3793, 3795, 3797 |
| 18                                          | Sajókeresztúri elágazás                             | 16.9 km | 3703, 3707, 3754, 3757, 3760, 3761, 3764, 3765, 3770, 3772, 3773, 3775, 3776, 3777, 3797 |
| 19                                          | Sajókeresztúr, ipari park bejárati út               | 17.8 km | 3703, 3704, 3707, 3708, 3709, 3711, 3754, 3757, 3760, 3761, 3764, 3765, 3770, 3772, 3773, 3774, 3775, 3776, 3797 |
| 20                                          | Szirmabesenyői elágazás                             | 19.7 km | 3700, 3701, 3702, 3703, 3704, 3705, 3707, 3708, 3709, 3711, 3714, 3754, 3757, 3760, 3761, 3764, 3765, 3770, 3772, 3773, 3774, 3775, 3776, 3777, 3797 |
| 21                                          | Miskolc, Stromfeld laktanya                         | 20.8 km | 1369, 1384, 1410, 1411 3700, 3701, 3702, 3703, 3704, 3705, 3707, 3708, 3709, 3711, 3714, 3754, 3757, 3760, 3761, 3764, 3765, 3766, 3767, 3769, 3770, 3772, 3773, 3774, 3775, 3776, 3777 |
| 22                                          | Miskolc, repülőtér bejárati út                      | 21.9 km | 3, 3A, 8, 12, 12G, 14, 14G, 20, 24, 36, 54, 240, 914 1369, 1384, 1410, 1411 3700, 3701, 3702, 3703, 3704, 3705, 3707, 3708, 3709, 3711, 3714, 3754, 3757, 3760, 3761, 3764, 3765, 3766, 3767, 3769, 3770, 3772, 3773, 3774, 3775, 3776, 3777 |
| 23                                          | Miskolc, megyei kórház                              | 22.8 km | 3, 3A, 12, 12G, 14, 14G, 20, 24, 36, 54, 914 1369, 1384, 1410, 1411 3700, 3701, 3702, 3703, 3704, 3705, 3707, 3708, 3709, 3711, 3714, 3754, 3757, 3760, 3761, 3764, 3765, 3766, 3767, 3769, 3770, 3772, 3773, 3774, 3775, 3776, 3777 |
| 24                                          | Miskolc, Leventevezér utca                          | 23.5 km | 3, 12, 12G, 14, 14G, 20, 36, 54, 914 3700, 3701, 3702, 3703, 3704, 3705, 3707, 3714, 3754, 3757, 3760, 3761, 3764, 3765, 3770, 3772, 3773, 3774, 3775, 3776, 3777 |
| A megállóban csak leszállás vehető igénybe. |                                                     |         | |
| 25                                          | Miskolc, autóbusz-állomás                           | 24.7 km | 1, 1G, 3, 3A, 4, 7, 11, 12G, 20, 20A, 24, 28, 32, 34G, 35, 43, 44, 45, 101B, 900, 914, 935 1050, 1053, 1369, 1370, 1372, 1373, 1374, 1375, 1376, 1377, 1380, 1381, 1383, 1384, 1410, 1411 3700, 3701, 3702, 3703, 3704, 3705, 3706, 3707, 3708, 3709, 3710, 3711, 3712, 3714, 3715, 3716, 3717, 3718, 3719, 3720, 3721, 3722, 3723, 3724, 3726, 3727, 3728, 3729, 3730, 3731, 3733, 3734, 3735, 3736, 3737, 3738, 3739, 3740, 3741, 3742, 3743, 3744, 3745, 3746, 3747, 3748, 3749, 3750, 3751, 3752, 3753, 3754, 3755, 3757, 3760, 3761, 3764, 3765, 3766, 3767, 3770, 3772, 3773, 3774, 3775, 3776, 3777, 4019 |
| 26                                          | Miskolc, Vörösmarty út                              | 25.8 km | 3A, 14G, 21, 21G, 24, 32, 35, 45, 901, Auchan 1 1050, 1369, 1370, 1372, 1375, 1376, 1377, 1380, 1381 3738, 3739, 3740, 3741, 3742, 3743, 3744, 3745, 3746, 3747, 3748, 3749, 3750, 3751, 3752, 4019 |
| 27                                          | Miskolc, Lévay József út                            | 26.5 km | 4, 30, 31, 32, 35G, 45 1369, 1370, 1377, 1381 3738, 3739, 3740, 3741, 3742, 3743, 3744, 3745, 3746, 3747, 3748, 3749, 3750, 3751, 3752, 4019 |
| 28                                          | Miskolc, Egyetemi kollégiumok végállomás            | 30.7 km | 12, 20, 20A, 29, 39, 53, 900, 914 1372 |